# Julian Kołtun
Julian Kołtun (Warschau, 1950) was een Poolse seriemoordenaar die zeven vrouwen verkrachtte en hun bloed dronk. Hij vermoordde twee van zijn slachtoffers. Kołtun werd in 1982 veroordeeld tot levenslang.
Kołtun maakte op 31 augustus 1980 zijn eerste slachtoffer toen hij een Russische vrouw aanviel vlak bij de Poolse grens met de Sovjet-Unie. Zij overleefde de aanval. In de daaropvolgende vier maanden maakte Kołtun zijn andere, voor zover bekend, zes slachtoffers. Het eerste van zijn twee dodelijke aanvallen pleegde hij op 17 september 1980. Daarbij liet hij het lijk zo toegetakeld achter dat hij als 'vampier' bekend kwam te staan.
Kołtun werd in januari 1981 gearresteerd, waarop hij zijn misdaden bekende aan een serie psychiaters.